# Straumsvík
Straumsvík est un village et un port d'Islande, situé à 3 km de Hafnarfjörður au sud de la capitale Reykjavik.
On y trouve une usine d'aluminium, alimentée par la centrale hydroélectrique de Búrfell.